# Arroz con Pollo

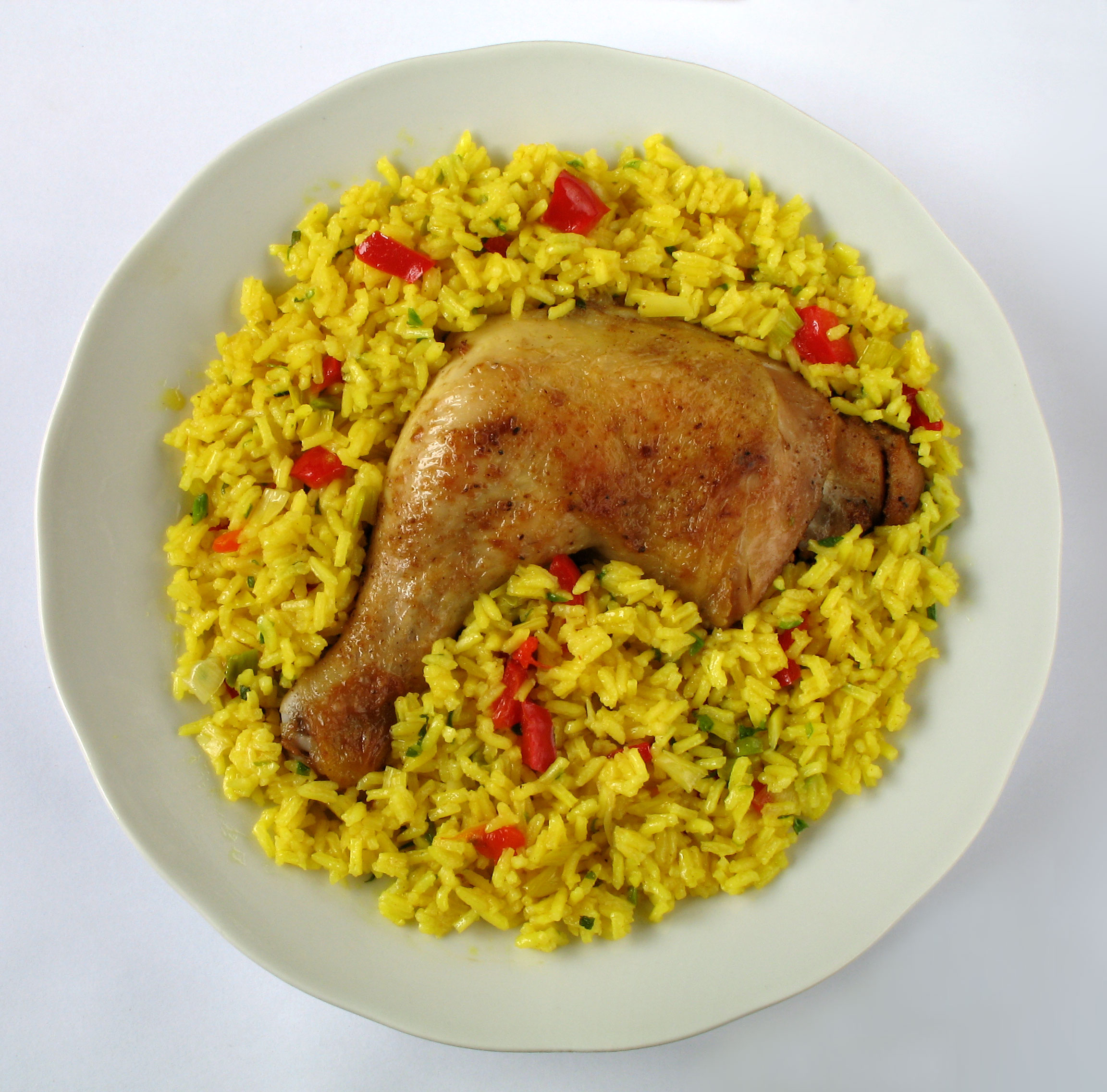
Arroz con Pollo

Arroz con Pollo (spanisch für „Reis mit Huhn“) ist ein in Lateinamerika und Spanien, speziell Andalusien, weit verbreitetes Hauptgericht.
Es besteht traditionell aus Reis, Huhn, Knoblauch, Olivenöl, roten Peperoni, Kräutern und Gewürzen. Typisches Gewürz des Arroz con Pollo ist Safran, der dem Gericht seine charakteristische gelbe Farbe verleiht. Aus Kostengründen wird statt Safran häufig Kurkuma verwendet, da dieses Gewürz ungleich preiswerter ist und den Reis ebenfalls typisch gelb färbt. Die Zubereitung weist gewisse Ähnlichkeit mit der Paella auf, es wird aber Langkornreis (und nicht Rundkornreis) verwendet.
Die Zubereitungsrezepte variieren etwas von Region zu Region, aber die bestimmenden Aromen beruhen immer auf Olivenöl, Knoblauch und – im Original – Safran.